# إدغار برونو دا سيلفا
إدغار برونو دا سيلفا (بالبرتغالية: Edgar Bruno da Silva) الشهير باسم إدغار (مواليد 3 يناير 1987) هو لاعب كرة قدم برازيلي محترف يلعب لنادي بوريرام يونايتد كمهاجم.

## المسيرة الرياضية
ولد إدغار في ساو كارلوس، ساو باولو. بدأ احترافيا في نادي ساو باولو في عام 2006 حيث أعاره إلى نادي جوينفيل من الدرجة الثالثة. في يناير 2007 انتقل إلى البرتغال وانضم إلى نادي بيرا مار حيث سجل أربعة أهداف في الدوري أثبتت أنها غير كافية لتجنب الهبوط من الدوري البرتغالي الممتاز. أيضا في ذلك العام كان جزءا من منتخب البرازيل تحت 20 سنة الذي فاز بكوبا أمريكا تحت 20 سنة.
في سوق الانتقالات لعام 2007 انتقل إدغار إلى نادي بورتو بعدها بقليل أعاره إلى نادي أكاديميكا كويمبرا. انضم إلى النجم الأحمر بلغراد الصربي في يوليو 2008 بعقد إعارة لمدة موسم واحد ولكن في يناير من العام التالي تم فسخ عقده من قبل بورتو وعاد إلى البرازيل ووقع مع نادي فاسكو دا غاما.
في أغسطس 2009 عاد إدغار إلى البرتغال بعد موافقته على الانضمام إلى ناسيونال ماديرا الذي خسر لتوه نيني هداف الدوري موسم 2008–09 الذي انضم إلى نادي كالياري. بدأ بشكل جيد وسجل سبع مرات في العديد من المباريات بما في ذلك مرتين في الفوز 2-0 في مباراة الديربي ضد نادي ماريتيمو وهاتريك ضد في نادي ليتشويس.
استمتع إدغار بموسم إنتاجي آخر في موسم 2010-11 حيث سجل عشرة أهداف في الدوري مع فيتوريا دي غيماريش لمساعدة فريق محافظة مينهو في التأهل إلى الدوري الأوروبي. كما سجل خمسة أهداف في سبع مباريات في كأس البرتغال بما في ذلك في المباراة النهائية ضد بورتو التي خسرها 2-6 كما أنه أهدر ركلة جزاء عندما كانت النتيجة تشير إلى التعادل 2-2.
في يوليو 2012 انتقل إدغار إلى نادي الشباب الإماراتي بعقد لمدة عام واحد. في 16 أغسطس 2016 غادر إلى نادي الوصل الإماراتي أيضا ثم وقع عقدا لمدة عامين مع النادي التركي أضنة سبور قبل أن يفسخ العقد في يناير.

## الإنجازات

### الأندية
- ساو باولو
  - الدرجة الأولى (1): 2006
- بورتو
  - الدوري البرتغالي الممتاز (1): 2007-08
- فاسكو دا غاما
  - الدرجة الثانية (1): 2009
- الشباب
  - كأس الخليج للأندية (1): 2015

### المنتخب
- منتخب البرازيل تحت 20 سنة
  - كوبا أمريكا تحت 20 سنة (1): 2007